# Leah Hayes
Leah Hayes (Sugar Grove, 21 oktober 2005) is een Amerikaanse zwemster.

## Carrière
Bij haar internationale debuut, op de wereldkampioenschappen zwemmen 2022 in Boedapest, veroverde Hayes de bronzen medaille op de 200 meter wisselslag.

## Internationale toernooien
| Jaar | Olympische Spelen | WK langebaan    | WK kortebaan   | PanPacs | Pan-Amerikaanse Spelen |
| ---- | ----------------- | --------------- | -------------- | ------- | ---------------------- |
| 2022 |                   | 200m wisselslag | 13-18 december |         |                        |

## Persoonlijke records
Bijgewerkt tot en met 19 juni 2022
Kortebaan
| Afstand         | Tijd    | Datum          | Plaats    |
| --------------- | ------- | -------------- | --------- |
| 200m vrije slag | 1.55,66 | 2 oktober 2021 | Berlijn   |
| 100m wisselslag | 1.00,04 | 1 oktober 2021 | Berlijn   |
| 200m wisselslag | 2.09,06 | 9 oktober 2021 | Boedapest |

Langebaan
| Afstand         | Tijd    | Datum         | Plaats     |
| --------------- | ------- | ------------- | ---------- |
| 100m vrije slag | 54,89   | 26 april 2022 | Greensboro |
| 200m vrije slag | 1.59,14 | 4 maart 2022  | Westmont   |
| 200m wisselslag | 2.08,91 | 19 juni 2022  | Boedapest  |
| 400m wisselslag | 4.39,65 | 28 april 2022 | Greensboro |

## Privé
Bij Hayes werd op zesjarige leeftijd de ziekte alopecia areata gediagnosticeerd.